# Machakos
Machakos este un oraș din Kenya.